# بن سويفت
بن سويفت (بالإنجليزية: Ben Swift)‏ مواليد 5 نوفمبر 1987 في إنجلترا، المملكة المتحدة، هو دراج. شارك في دورة الألعاب الأولمبية الصيفية.

## وصلات خارجية
- الموقع الرسمي

## روابط خارجية
- بن سويفت على موقع الاتحاد الدولي للدراجات (الإنجليزية)
- بن سويفت على موقع أرشيف الدراجات (الإنجليزية)
- بن سويفت على موقع إحصائيات الدراجات الإحترافية (الإنجليزية)
- بن سويفت على موقع نسبة الدراجات (الإنجليزية)
- بن سويفت على موقع CycleBase (الإنجليزية)
- بن سويفت على موقع أوليمبيديا (الإنجليزية)
- بن سويفت على موقع اللجنة الأولمبية البريطانية (الإنجليزية)